# Verjni Yurt
Verjni Yurt (del ruso: Верхний Юрт) es un seló del distrito de Josta de la unidad municipal de la ciudad de Sochi del krai de Krasnodar, en el sur de Rusia. Está situado en la ladera del monte Piket (598 m), en el nacen el río Bzugú y el Tsanyk, y también en la ladera que da a la orilla izquierda del río Sochi, 5 km al nordeste de Sochi y 167 km al sureste de Krasnodar, la capital del krai. Tenía 2 807 habitantes en 2010. Su principal nacionalidad es la armenia.
Pertenece al ókrug rural Baránovski.